# Zafroncino
Zafroncino es una entidad de población española, hoy día despoblada, del municipio de Ledesma, perteneciente a la provincia de Salamanca, en la comunidad autónoma de Castilla y León.

## Historia
Hacia mediados del siglo XIX, el lugar, una alquería ya por entonces perteneciente al municipio de Ledesma, tenía contabilizada una población de 5 habitantes. Aparece descrito en el decimosexto y último volumen del Diccionario geográfico-estadístico-histórico de España y sus posesiones de Ultramar de Pascual Madoz con las siguientes palabras:

ZAFRONCINO: alq. en la prov. de Salamanca, part. jud. de Ledesma y térm. municipal de Villamayor. pobl.: 1 vec., 5 almas.
(Madoz, 1850, p. 448)

En 2023, la entidad singular de población de Zafroncino tenía empadronados 0 habitantes.